# Kaugatoma-Lõu
Kaugatoma-Lõu este o arie protejată (sit de importanță comunitară — SCI, arie de protecție specială avifaunistică — SPA) din Estonia întinsă pe o suprafață de 5.402,7 ha, integral pe uscat.

## Localizare
Centrul sitului Kaugatoma-Lõu este situat la coordonatele 58°06′48″N 22°09′33″E / 58.1132°N 22.1593°E.

## Înființare
Situl Kaugatoma-Lõu a fost declarat arie de protecție specială avifaunistică în aprilie 2004 pentru a proteja 1 specie de plante și 18 specii de animale. Situl a fost protejat și ca sit de importanță comunitară în aprilie 2004.

## Biodiversitate
Situată în ecoregiunile boreală și marină baltică, aria protejată conține 16 habitate naturale: Terase mlăștinoase și terase nisipoase neacoperite de apă la reflux, Golfuri mici largi și golfuri puțin adânci, Recifuri, Vegetație anuală la limita mareei, Vegetație perenă pe țărmurile stâncoase, Insulițe și insule mici din Baltica boreală, Pășuni de coastă din Baltica boreală, Formațiuni de Juniperus communis pe lande sau pajiști calcaroase, Pajiști uscate seminaturale și facies de acoperire cu tufișuri pe substraturi calcaroase (Festuco-Brometalia) (* situri importante pentru orhidee), Pajiști fino-scandinave uscate până la mezice, bogate în specii de altitudine mică, Alvar nordic și șisturi calcaroase precambriene, Pajiști din zone de pădure fino-scandinave, Mlaștini alcaline, Pante stâncoase calcaroase cu vegetație casmofită, Taiga vestică, Păduri caducifoliate de mlaștină fino-scandinave.
La baza desemnării sitului se află mai multe specii protejate:
- plante (1): Sisymbrium supinum
- păsări (18): rață pitică (Anas crecca), rață mare (Anas platyrhynchos), gâscă cenușie (Anser anser), ciuf de câmp (Asio flammeus), Branta leucopsis, prundaș gulerat mare (Charadrius hiaticula), lebădă de vară (Cygnus olor), sfrâncioc roșiatic (Lanius collurio), pescăruș negricios (Larus fuscus), ferestraș mic (Mergus albellus), Mergus serrator, ciocântors (Recurvirostra avosetta), eider (Somateria mollissima), chiră mică (Sterna albifrons), pescăriță mare (Sterna caspia), Sterna paradisaea, fluierarul cu picioare roșii (Tringa totanus), nagâț (Vanellus vanellus)

Pe lângă speciile protejate, pe teritoriul sitului au mai fost identificate 8 specii de plante, 3 specii de păsări.